# Kazys Grinius

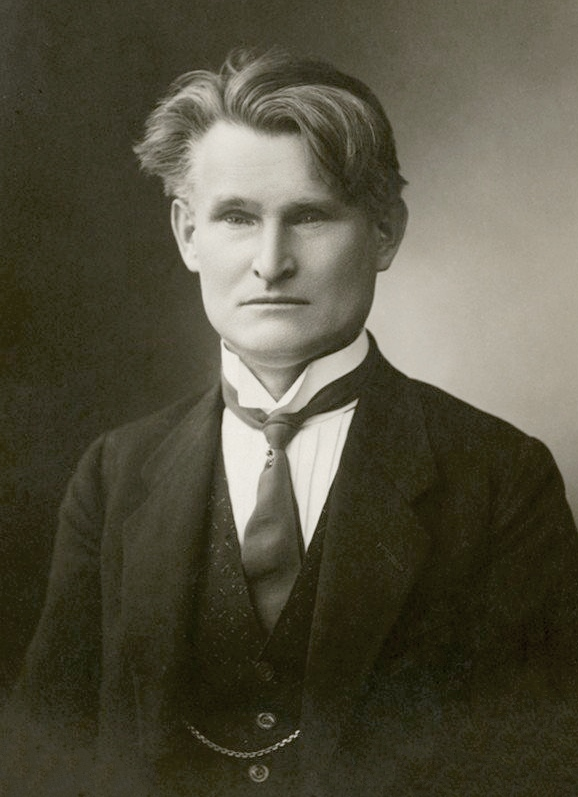
Kazys Grinius

Kazys Grinius, född 17 december 1866, död 4 juni 1950, var en litauisk läkare, politiker och publicist.
Grinius var 1906-26 med smärre avbrott redaktör för Lietuvos žinios, huvudorgan för folksocialisterna (laudininkai), lantdagens största parti. Grinius förblev under mellankrigstiden partiets främsta namn, var 1920-22 ministerpresident och juni-december 1926 republikens president.